# Faith Ford
Pour les articles homonymes, voir Faith et Ford (homonymie).
Faith Ford est une actrice américaine, née le 14 septembre 1964 à Alexandria, Louisiane (États-Unis).

## Filmographie

### Cinéma
- 1987 : You Talkin' to Me? : Dana Archer
- 1993 : For Goodness Sake (en)
- 1994 : L'Irrésistible North (North) : Donna Nelson
- 1999 : Le Diable des glaces (Sometimes They come Back... for More) : Dr. Jennifer Wells
- 2005 : Baby-Sittor (The Pacifier) : Julie Plummer
- 2011 : Le grand soir (Prom) : Kitty Prescott
- 2011 : Escape : Détective Alison Jensen

### Télévision

#### Séries télévisées
- 1983 : On ne vit qu'une fois (One Life to Live) : Muffy Critchlow
- 1983 - 1984 : Another World: Julia Shearer #3
- 1985 : Le Juge et le Pilote (Hardcastle and McCormick) : Tina Cutler (saison 3, épisode 5)
- 1986 : Les deux font la paire (Scarecrow and Mrs. King) : Tina Cutler (saison 3, épisode 22)
- 1986 : Cagney et Lacey : Karen Price (saison 6, épisode 8)
- 1987 : The Popcorn Kid : Lynn Holly Brickhouse
- 1987 - 1988 : Génération Pub (Thirtysomething) : Janine
- 1988 - 1998, 2018 : Murphy Brown : Corky Sherwood
- 1990 : Arabesque (Murder She Wrote) : Sunny Albertson (saison 6, épisode 12)
- 1993 : La chambre secrète (The Hidden Room) : Iris / Ruth (saison 2, épisode 19)
- 1998 - 1999 : Maggie Winters : Maggie Winters
- 1999 - 2001 : The Norm Show : Shelley Kilmartin
- 2000 : Les Griffin (Family Guy) : Corky Sherwood / Sarah Bennett (voix)
- 2003 - 2006 : La Star de la famille (Hope & Faith) : Hope Shanowski
- 2007 - 2008 : Carpoolers : Leila Brooker
- 2008 : Esprits criminels (Criminal Minds) : Vanessa Hill (saison 4, épisode 11)
- 2009 : Earl (My Name is Earl) : Rachel McGann (saison 4, épisode 14)
- 2015 : The Middle : Sheila (saison 7, épisode 8)

#### Téléfilms
- 1987 : Touristes en délire (If It's Tuesday, It Still Must Be Belgium) : Kalin Brewster
- 1993 : Un meurtre si doux (Poisoned by Love: The Kern County Murders) : Joyce Catlin
- 1996 : Un week-end à la campagne (A Weekend in the Country) : Susan Kaye
- 1996 : Le choix du désespoir (Her Desperate Choice) : Jody Murdock
- 1996 : Night Visitors : Kelly Wells
- 2002 : Mamans en grève (Mom's on Strike) : Pamela Harris
- 2003 : Beethoven et le trésor perdu (Beethoven's 5th) : Julie Dempsey
- 2008 : Le Baiser de Minuit (A Kiss at Midnight) : Susan Flowers
- 2009 : De mères en filles (Sorority Wars) : Summer
- 2011 : Les Chassés-croisés de Noël (Trading Christmas) : Emily Spengler
- 2015 : Frissons d'amour (The Bridge) : Donna Bartons
- 2016 : Frissons d'amour 2 (The Bridge Part 2) : Donna Bartons
- 2017 : Noël dans tes bras (Christmas in Mississippi) : Caroline Logan

## Vie privée
À 17 ans, elle a été finaliste d'un concours de beauté dans un magazine pour ados
Ford a été mariée à Robert Nottingham de 1989 à 1996 et est mariée au scénariste Campion Murphy depuis 1998.
En 2004, Faith a écrit un livre de cuisine inspiré par son enfance en Louisiane et des recettes de sa grand-mère.